# Morane-Saulnier 21
Le Morane-Saulnier 21 est un prototype d'avion militaire de la Première Guerre mondiale.